# Poemat o Cydzie

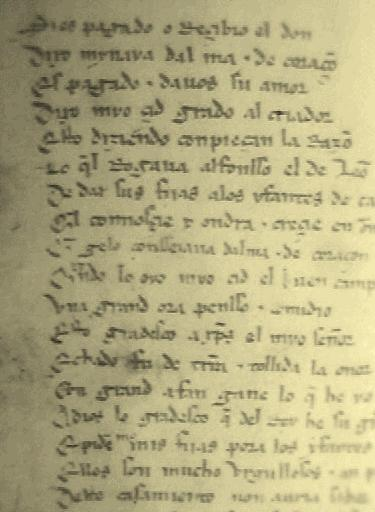
Fragment poematu o Cydzie w oryginalnej pisowni średniowiecznej

Poemat o Cydzie (hiszp. Poema de mio Cid, ok. 1140) nazywany także Pieśń o Cydzie (hiszp. Cantar de mio Cid) to hiszpański epos rycerski napisany przez anonimowego autora w kastylijskim dialekcie, opisujący dzieje rzeczywistej postaci historycznej - Cyda. Jest to literackie opracowanie tradycyjnego wątku obecnego również w kronikach i balladach.
Ponieważ od śmierci Cyda do powstania utworu upłynęło zaledwie kilkadziesiąt lat warstwa fabularna odznacza się zachowaniem realiów historycznych i geograficznych, bez nadmiernego mitologizowania postaci lub zdarzeń.
Chociaż autor poematu jest nieznany, przypuszcza się, że mógł nim być Per Abbat (opat Piotr), który podpisał jedyną istniejącą kopię manuskryptu znajdującą się w Hiszpańskim Muzeum Narodowym w Madrycie (Biblioteca Nacional de España). Opat Piotr umieścił rok 1207 po swoim imieniu. Tak więc pieśń może być przykładem wyższej poezji kultywowanej w klasztorach i innych centrach kultury wczesnośredniowiecznej Hiszpanii.
Przez szereg stuleci Poemat o Cydzie był kanwą dla rozmaitych utworów literatury hiszpańskiej. Dramaturg hiszpański Guillén de Castro swój dramat Las mocedades del Cid z 1618 roku oparł na historii życia Cyda, a z niego z kolei zaczerpnął pierwowzór dla swego dzieła, Cyd (Le Cid, 1636), francuski dramaturg Pierre Corneille.
Utwór przedstawia wiele szczegółów z życia średniowiecznej Kastylii. Opisuje nie tylko walki i dokonania rycerskie, ale także uroczystości rodzinne, życie na królewskim dworze, sposoby rozstrzygania sporów i karania winnych. Tytułowy bohater jest przedstawiony w sposób realistyczny z zachowaniem ludzkich przywar takich jak podstępność, zabobonność czy uleganie nastrojom. Jednak zgodnie z duchem epoki jest także idealizowany jako wierny obrońca króla i chrześcijaństwa.
Poemat jest pisany czternasto- i szesnastozgłoskowcem, a odwołania do słuchaczy podkreślają jego recytacyjny charakter.
Składa się z 3 części:
- Pieśni o wygnaniu (Cantar del destierro)
- Pieśni o weselu córek bohatera (Cantar de las bodas)
- Pieśni o zniewadze w Corpes (Cantar de la afrenta de Corpes)

Wydania polskie:
1. Pieśń o Cydzie, tłum. A. L. Czerny, Wydawnictwo Zielona Sowa 2003